# Hora de Kaliningrado
|  | Huso horario     | Nombre local                                                  |
|  | ---------------- | ------------------------------------------------------------- |
|  | UTC +2 (MSK −1)  | Hora de Kaliningrado (EET)                                    |
|  | UTC +3 (MSK)     | Hora de Moscú (MSK)                                           |
|  | UTC +4 (MSK +1)  | Hora de Samara (SAMT)                                         |
|  | UTC +5 (MSK +2)  | Hora de Ekaterimburgo (YEKT)                                  |
|  | UTC +6 (MSK +3)  | Hora de Omsk (OMST)                                           |
|  | UTC +7 (MSK +4)  | Hora de Krasnoyarsk (KRAT) y Novosibirsk (NOVT)               |
|  | UTC +8 (MSK +5)  | Hora de Irkutsk (IRKT)                                        |
|  | UTC +9 (MSK +6)  | Hora de Yakutsk (YAKT)                                        |
|  | UTC +10 (MSK +7) | Hora de Vladivostok (VLAT)                                    |
|  | UTC +11 (MSK +8) | Hora de Magadán (MAGT), Sajalín (SAKT) y Srednekolimsk (SRET) |
|  | UTC +12 (MSK +9) | Hora de Kamchatka (PETT) y Anádyr (ANAT)                      |

El horario de Kaliningrado (la antigua Königsberg) es el del huso horario UTC+02:00.  Se utiliza en el óblast de Kaliningrado.
Hasta el año 2011 Kaliningrado empleaba el mismo horario que la Europa oriental (UTC+02:00 durante el invierno, UTC+03:00 durante el verano).  El 27 de marzo de 2011, Rusia decretó que el horario de verano sería el de aplicación durante todo el año, de modo que la hora oficial quedó fijada en UTC +3.  El 26 de octubre de 2014 se derogó esta ley, pero no se reintrodujo de nuevo el horario de verano, por lo que la hora oficial de Kaliningrado es desde entonces UTC+2 durante todo el año.
Ciudades principales:
- Kaliningrado
- Sovetsk
- Cherniajovsk